# Apeniny Południowe
Apeniny Południowe (wł. Appennino Meridionale) –  najbardziej na południe wysunięta część młodych gór fałdowych – Apeninów. Rozciągają się od okolic Neapolu do Kalabrii. Główne rzeki na południowym zachodzie to Liri, Garigliano z dopływami Sacco, Volturno, Sebeto, Sarno, a na północy Trigno, Biferno i Fortore.
Szczyt Monte Gargano na wschodzie jest odizolowany, tak jak wulkaniczne wzniesienia koło Neapolu. Rejon ten jest poprzecinany liniami kolejowymi, podobnie jak inne części Apeninów, między innymi z Sulmony do Benewentu i Avellino. Rzymskie drogi przebiegały tak samo jak dzisiejsze linie kolejowe: Via Appia z Capui do Benewentu, starsza droga biegła do Venosy i Tarentu i dalej Brindisi, a Via Traiana biegła do Foggii i Bari.
Dolina Ofanto, która ciągnie się w stronę Adriatyku, jest końcem pierwszego łańcucha tzw. Apeninów Lukańskich (Basilicata), rozciągającego się z zachodu na wschód. Drugi łańcuch biegnie z północy na południe, aż do równin Sibari. Najwyższym szczytem jest Monte Pollino (2248 m). Główne rzeki to Sele z dopływami zachodnimi: Negro i Calore oraz wschodnimi: Bradano, Basento, Agri, Sinni.
Na południu Półwyspu Apenińskiego, w Kalabrii Apeniny dzielą się na 2 grupy. Pierwsza grupa ciągnie się do przesmyku między zatokami S. Eufemia i Squillace; znana jest jako "Sila", najwyższy szczyt to Botte Donato (1928 m). Druga grupa ciągnie się bardziej na południe półwyspu, na wschód od Reggio di Calabria. Najwyższy szczyt to Aspromonte (1956 m).